# Szóvárhegy (Alsótótfalu község)
Szóvárhegy (Almașu Mic), település Romániában, a Partiumban, Bihar megyében.

## Fekvése
Margittától keletre, Kozmaalmás mellett fekvő település.

## Története
Szóvárhegy (Almaşu Mic) 1956 előtt Kozmaalmás (Almaşu Mare) része volt. 1956-ban vált külön településsé 817 lakossal.
1966-ban 817 lakosa volt, 1977-ben 774 lakosából 773 román, 1 magyar volt. Az 1992-es népszámláláskor 552, a 2002-ben végzett népszámláláskor pedig 453 román lakosa volt.